# جون سوتون (أستاذ جامعي)
جون سوتون (بالإنجليزية: John Sutton)‏ هو اقتصادي أيرلندي، ولد في 10 أغسطس 1948 في دبلن في جمهورية أيرلندا.